# Festung Chotyn

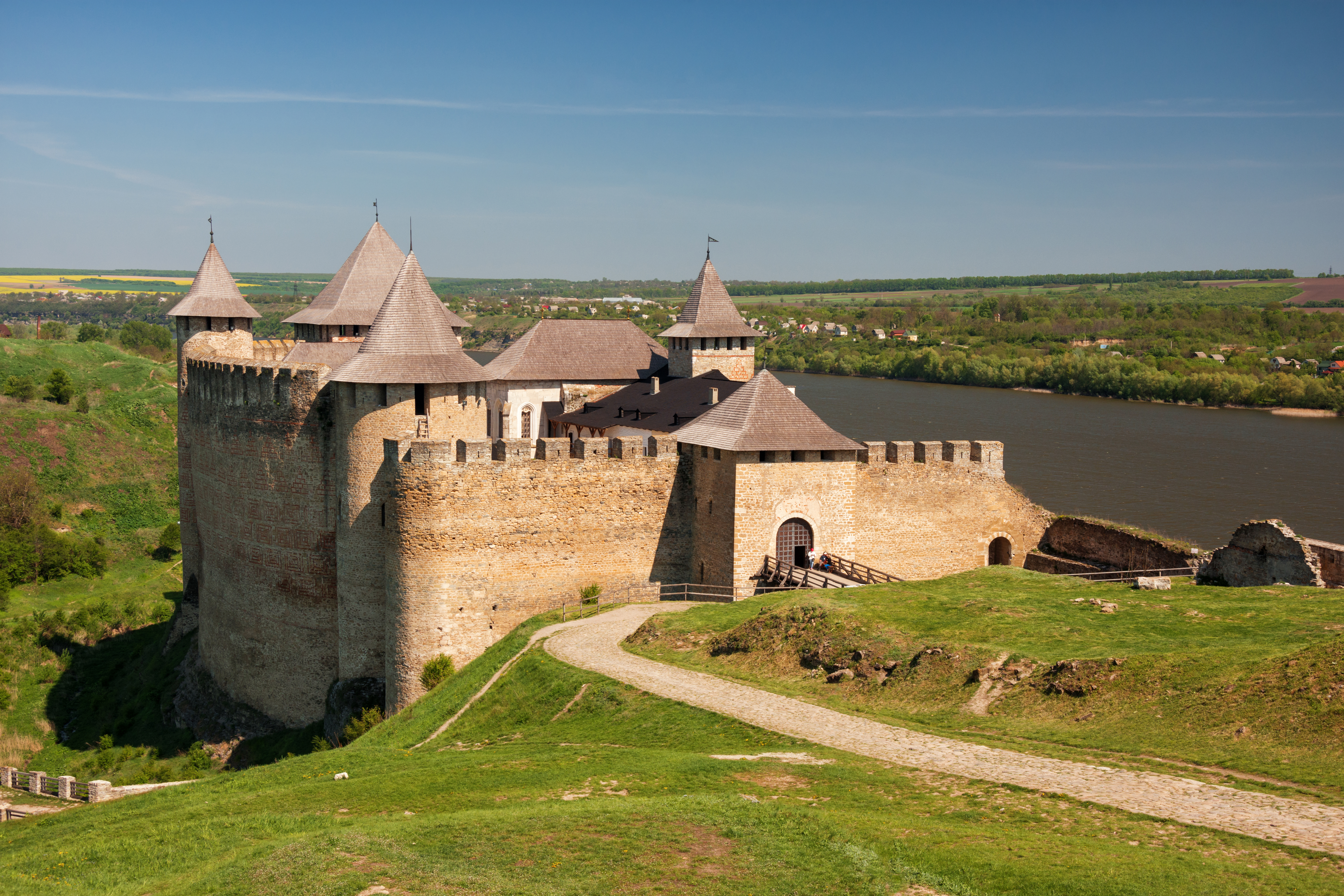
Eingangsansicht der Festung Chotyn

Die Festung Chotyn (ukrainisch Хотинська фортеця, polnisch twierdza w Chocimiu, türkisch Hotin Kalesi, rumänisch Cetatea Hotinului) ist ein Festungskomplex am rechten Ufer des Flusses Dnister in Chotyn in der Südwestukraine. Sie befindet sich auf dem Gebiet des historischen Bessarabiens, das 1940 zwischen der Ukraine und der Moldau aufgeteilt wurde.

## Geschichte

### Russische Herrschaft
Die Anfänge der Festung Chotyn gehen auf die Festung Chotyn zurück, die im 10. Jahrhundert von Fürst Wladimir I. als eine der Grenzbefestigungen der südwestlichen Kiewer Rus erbaut wurde, nachdem er das Land der heutigen Bukowina seiner Kontrolle unterstellt hatte. Die Festung, die später zu einer Festung umgebaut wurde, lag an wichtigen Handelswegen, die Skandinavien und Kiew mit Ponyzien, Podolien sowie Genueser und griechischen Kolonien am Schwarzen Meer über das Fürstentum Moldau und die Walachei verbanden, an der berühmten „Handelsstraße von den Warägern zu den Griechen“.
Die Festung befand sich auf einem felsigen Gelände, das durch das hohe rechte Ufer des Dnister und das Tal gebildet wurde. Zunächst war sie nur ein riesiger Erdhügel mit hölzernen Mauern und Schutzvorrichtungen. Sie sollte die Siedlung Chotyn auf der anderen Seite des Flusses schützen. Der erste Steinbau war eher klein. Er befand sich genau an der Stelle, an der sich heute der Nordturm befindet. Im Laufe der Jahrhunderte wurde die Festung mehrfach umgebaut und erweitert und von neuen Eroberern beschädigt, die sie später wieder aufbauten.
Am Ende des 11. Jahrhunderts gehörte die Festung Chotyn zum Fürstentum Terebovlia. In den 1140er Jahren wurde die Festung Teil des Fürstentums von Galizien und 1199 Teil des Fürstentums Galizien-Wolhynien.

### Wiederaufbau und Verstärkung

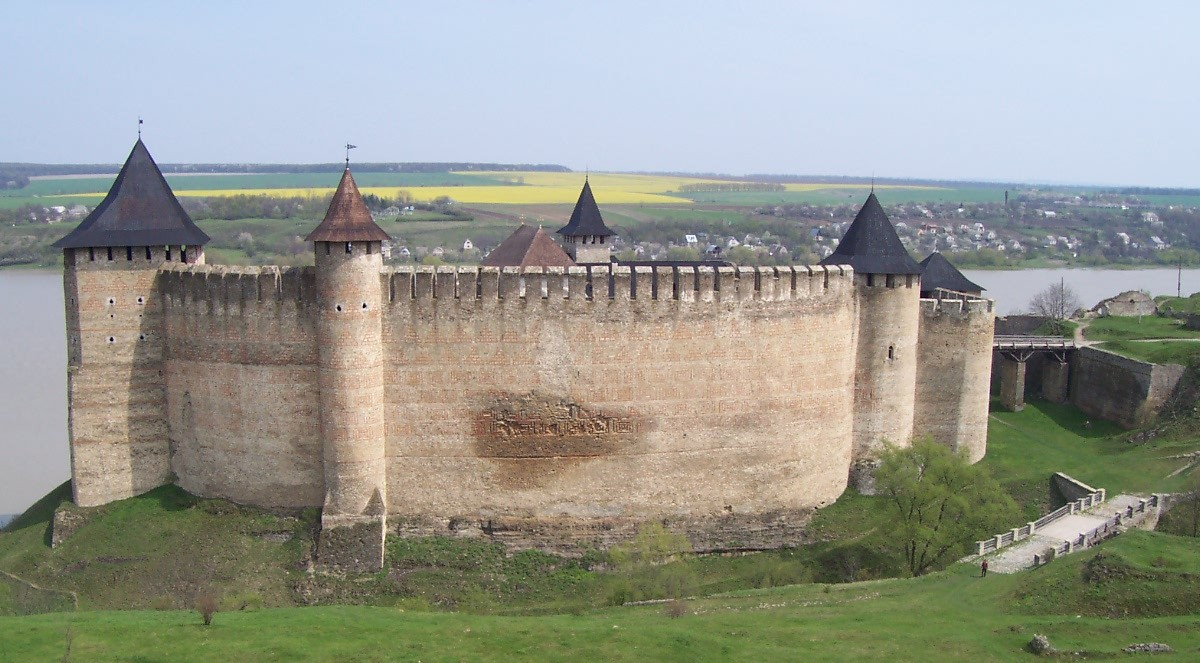
Panoramablick auf die Festung

In den Jahren 1250 bis 1264 bauten der Fürst Danylo von Halych und sein Sohn Lev die Festung wieder auf. Sie errichteten eine einen halben Meter dicke Steinmauer und einen 6 Meter breiten Graben um die Festung. Im nördlichen Teil der Festung wurden auch neue Militärgebäude errichtet. In der zweiten Hälfte des 13. Jahrhunderts wurde die Festung von den Genuesen wiederaufgebaut.
In den 1340er Jahren wurde die Festung vom moldawischen Prinzen Dragos, einem Vasallen des Königreichs Ungarn, eingenommen. Nach 1375 gehörte sie zum Fürstentum Moldau. Unter der Herrschaft von Alexandru cel Bun und später Ștefan cel Mare wurde die alte Festung aus Stein wiederaufgebaut und stark erweitert, bis sie ihre heutige Form erreichte. Unter seiner Führung wurden neue, 5–6 Meter breite und 40 Meter hohe Mauern errichtet. Außerdem fügte er drei Türme hinzu und erhöhte den Innenhof um 10 Meter. Der Hof wurde in eine Prinzen- und eine Soldatenhälfte unterteilt. Außerdem ließ er tiefe Keller ausheben, die den Soldaten als Kasernen dienten. Durch diesen Umbau erhielt die Festung ihre heutige Struktur. Zwischen dem 14. und 16. Jahrhundert diente die Festung den moldawischen Fürsten als Residenz.
Im Jahr 1476 hielt die Garnison die Festung erfolgreich gegen die türkische Armee von Sultan Mehmed II. Ende des 16. Jahrhunderts wurde Moldawien ein tributpflichtiges Fürstentum des Osmanischen Reiches. Danach wurde neben den moldawischen Truppen auch eine Janitschareneinheit in der Festung stationiert. In dieser Zeit bauten die Türken die Festung aus und befestigten sie.
Die Festung wurde 1538 von den Streitkräften Polen-Litauens unter der Führung von Jan Amor Tarnowski eingenommen. Die Truppen untergruben die Mauern der Festung, zerstörten drei Türme und einen Teil der Westmauer. Nach ihrer Eroberung wurde die Zitadelle von Chotyn zwischen 1540 und 1544 renoviert. 1563 eroberte Dmytro Wyschnewezkyj mit fünfhundert Saporoger Kosaken die Festung und hielt sie eine Zeit lang.

### 17. bis 19. Jahrhundert

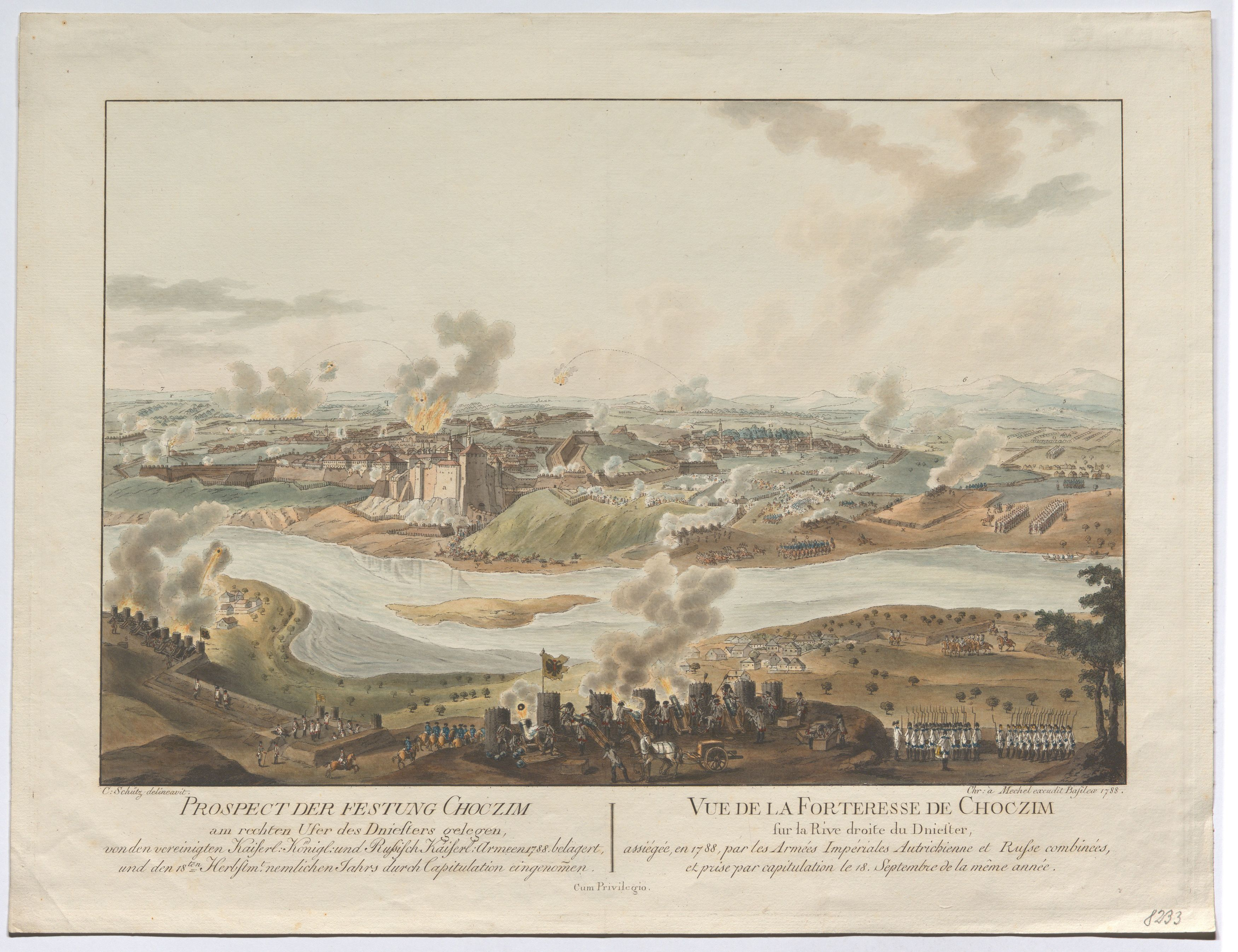
Belagerung der Festung Chotyn (1788), Kupferstich von Carl Schütz und Christian von Mechel

Im Jahr 1600 flüchteten der Vater von Petro Mohyla, Simion, der frühere Herrscher von Moldawien und der Walachei, und sein Bruder, der Fürst von Moldawien Ieremia Movilă, mit polnischer Unterstützung in die Festung. Sie kämpften eine dynastische Schlacht gegen die Streitkräfte der Moldau und der Walachei unter der Führung von Mihai Viteazul, der versuchte, die Festung zu erobern, und flüchteten dann nach Polen. Im Jahr 1611 regierte der Woiwode Stefan Tomsa II. mit Unterstützung des Osmanischen Reiches die Moldau und hielt die Festung Choytn bis zu seiner Absetzung im Jahr 1615.
1615 nahm die polnische Armee Chotyn erneut ein, trat es aber 1617 wieder an die Türken ab. Im Jahr 1620 wurde die Stadt erneut von der polnischen Armee eingenommen. Im September/Oktober 1621 hielt die polnisch-litauische Armee unter dem Kommando von Hetman Jan Karol Chodkiewicz und Petro Konaschewytsch-Sahaidatschnyj, Yatsko Borodavka die Armee des türkischen Sultans Osman II. in der Schlacht von Khotyn erfolgreich zurück. Am 8. Oktober 1621 wurde der Friedensvertrag von Chotyn unterzeichnet, der den Vormarsch der Osmanen in die Gemeinschaft stoppte und die Grenze zwischen der Gemeinschaft und den Osmanen am Dnister bestätigte. Bohdan Chmelnyzkij, der zunächst als Verbündeter der Fürstentümer Moldau und Walachei auftrat, besetzte im Frühjahr 1650 für eine gewisse Zeit die Festung Chotyn. 1653 kämpfte in der Schlacht von Schwanetz am linken Dniesterufer eine Garnison von Türken aus Chotyn zusammen mit den Truppen des Fürstentums Moldawien in der Schlacht. Im November 1673 verloren die Türken die Festung Chotyn und Jan Sobieski begann, Chotyn mit einem polnisch-kosakischen Heer zu besetzen. Jan III. Sobieski beschrieb die Schlacht wie folgt: „Mehr als 60 Kanonen donnerten ununterbrochen, der Himmel stand in Flammen und war in Rauch gehüllt, die Erde bebte, die Mauern ächzten, die Felsen zersprangen in Stücke. Das, was meine Augen den ganzen Tag über sahen, war unbeschreiblich. Es ist unmöglich, die Beharrlichkeit und den Mut, oder vielmehr die Verzweiflung, mit der beide Parteien kämpften, zu beschreiben.“
Anfang August 1674 wurde die Festung von türkischen Truppen zurückerobert; Jan Sobieski, inzwischen polnischer König, eroberte sie 1684 zurück. Mit dem Friedensvertrag von Karlowitz 1699 wurde die Festung von der polnisch-litauischen Gemeinschaft an das Fürstentum Moldau übertragen. Im Jahr 1711 wurde Chotyn erneut von den Türken eingenommen. Nach einem sechsjährigen Wiederaufbau (1712–1718) befestigten die Türken Chotyn und es wurde zur wichtigsten Festung der osmanischen Verteidigung in Osteuropa. Nachdem die Russen 1739 die Türken in der Schlacht von Stavuchany (heute Stavceane), in der Ukrainer, Russen, Georgier und Moldawier kämpften, besiegt hatten, belagerten sie die Festung Chotyn. Der Befehlshaber der türkischen Truppen, Iliaş Colceag, übergab die Festung an den russischen Befehlshaber Burkhard Christoph von Münnich. In 1769 und 1788 stürmten die Russen erneut erfolgreich die Festung, doch jedes Mal wurde sie aufgrund von Friedensverträgen zurückgegeben. Erst nach dem Russisch-Türkischen Krieg (1806–1812) wurde Chotyn ein fester Bestandteil Russlands und ein Bezirkszentrum in Bessarabien. Beim Rückzug der Türken wurde die Festung jedoch fast vollständig zerstört. Im Jahr 1826 erhielt die Stadt Chotyn ein Wappen. Im Jahr 1832 wurde die neue Kirche von Oleksandr Nevskiy auf dem Gelände innerhalb der Festung gebaut. 1856 verlor die Festung den Status als militärische Einrichtung.

### 20. and 21. Jahrhundert

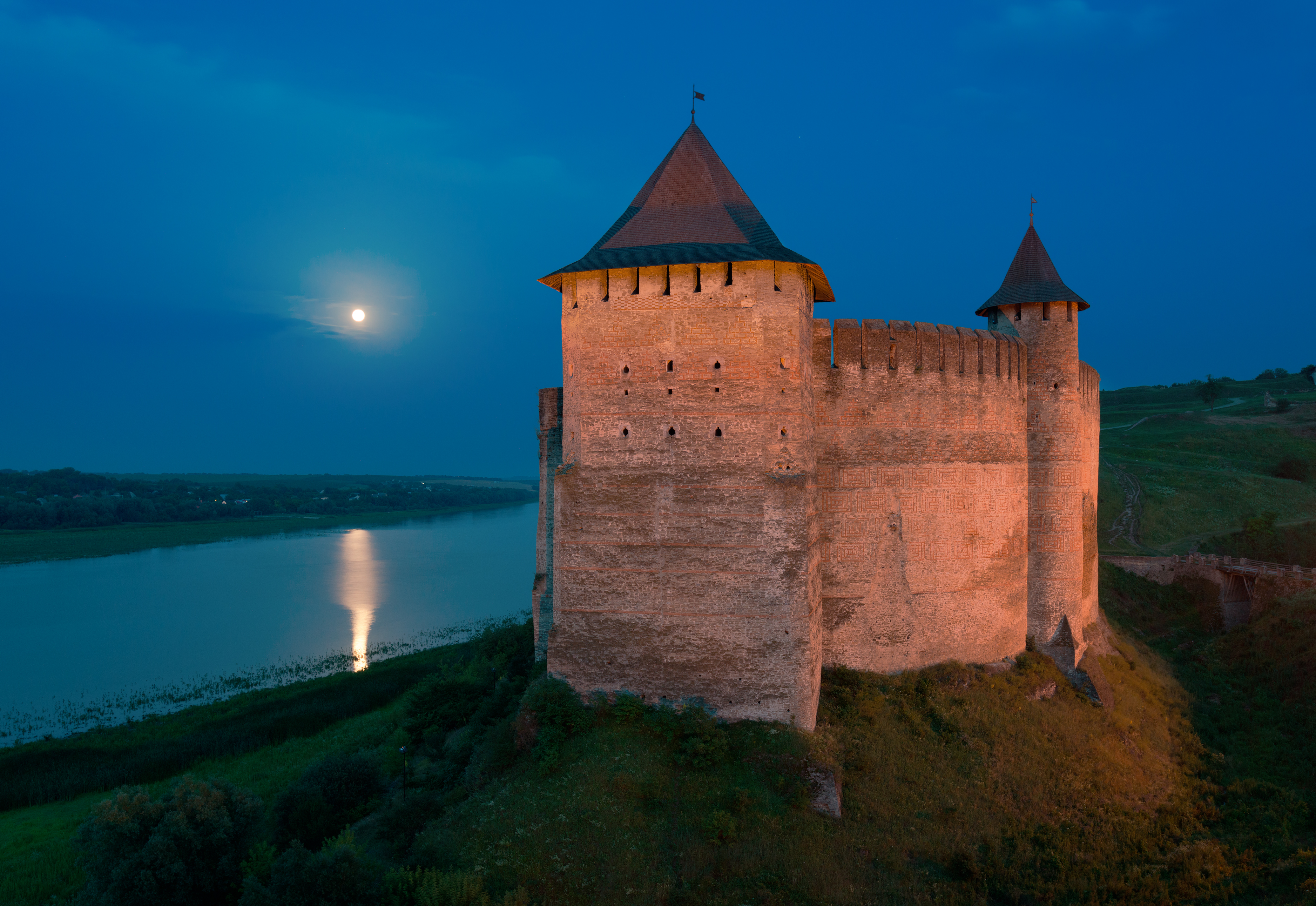
Die Festung von Norden

Der Erste Weltkrieg und der russische Bürgerkrieg forderten einen hohen Tribut von den Menschen in Hotin. Im Januar 1918 proklamierte die Moldauische Demokratische Republik ihre Unabhängigkeit und schloss sich im März dem Königreich Rumänien an. Im Januar 1919 kam es zu einem antirumänischen Aufstand, der von den russischen Bolschewiken angezettelt wurde. Der Aufstand dauerte nur zehn Tage, und am 1. Februar zogen die Rumänen in Chotyn ein. Chotyn wurde nach der Pariser Friedenskonferenz international als Teil Rumäniens anerkannt und blieb 22 Jahre lang ein Teil Rumäniens, da es das Verwaltungszentrum des Kreises Hotin war. Am 28. Juni 1940 besetzte die Sowjetunion Bessarabien und die Nordbukowina. Auf Befehl Moskaus wurde der nördliche Teil Bessarabiens, einschließlich der Stadt Chotyn, in die Ukrainische Sozialistische Sowjetrepublik eingegliedert. Am 6. Juli 1941 wurde Hotin von den deutsch-rumänischen Streitkräften der Nazis zurückerobert und fiel als Teil des Gouvernements Bukowina an Rumänien zurück. Im Sommer 1944 besetzte die Rote Armee die Region erneut. Heute ist Chotyn eine der größten Städte und ein wichtiges industrielles, touristisches und kulturelles Zentrum der Oblast Tscherniwzi. Im September 2002 feierte die alte Stadt ihr 1000-jähriges Bestehen.

## Die Festung Chotyn in Filmen

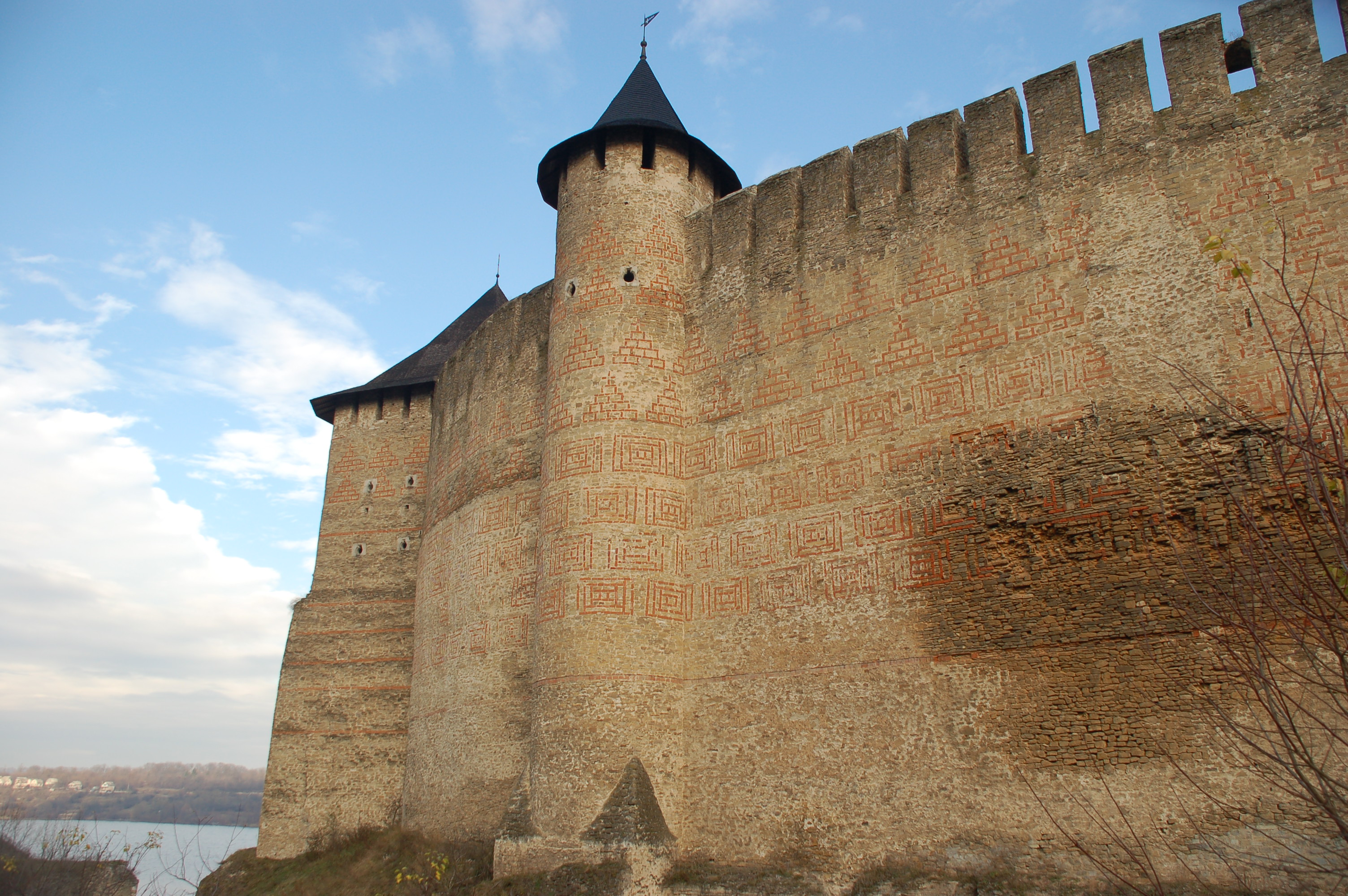
Nahaufnahme des dunklen Flecks

Viele historische Abenteuerfilme wurden in der Festung Chotyn gedreht: Die Viper (1965), Zakhar Berkut (1971), Die Pfeile des Robin Hood (1975), Old Fortress (1976), D'Artagnan und die drei Musketiere (1978), Die Ballade vom tapferen Ritter Ivanhoe (1983), Der schwarze Pfeil (1985) und Taras Bulba (2009).

## Legenden
Es gibt zahlreiche Legenden über die Festung. Einige populäre Legenden drehen sich um den Ursprung des großen dunklen Flecks an der Seite der Festungsmauer. Eine Legende besagt, dass der Fleck durch die Tränen der Chotyner Rebellen gegen die osmanischen Türken, die innerhalb der Festung getötet wurden, entstanden ist. Eine andere Legende besagt, dass der Fleck durch die Tränen eines Mädchens namens Oksana entstanden ist, das die Türken lebendig in den Mauern der Festung begraben hatten.